# Eva Eiselt

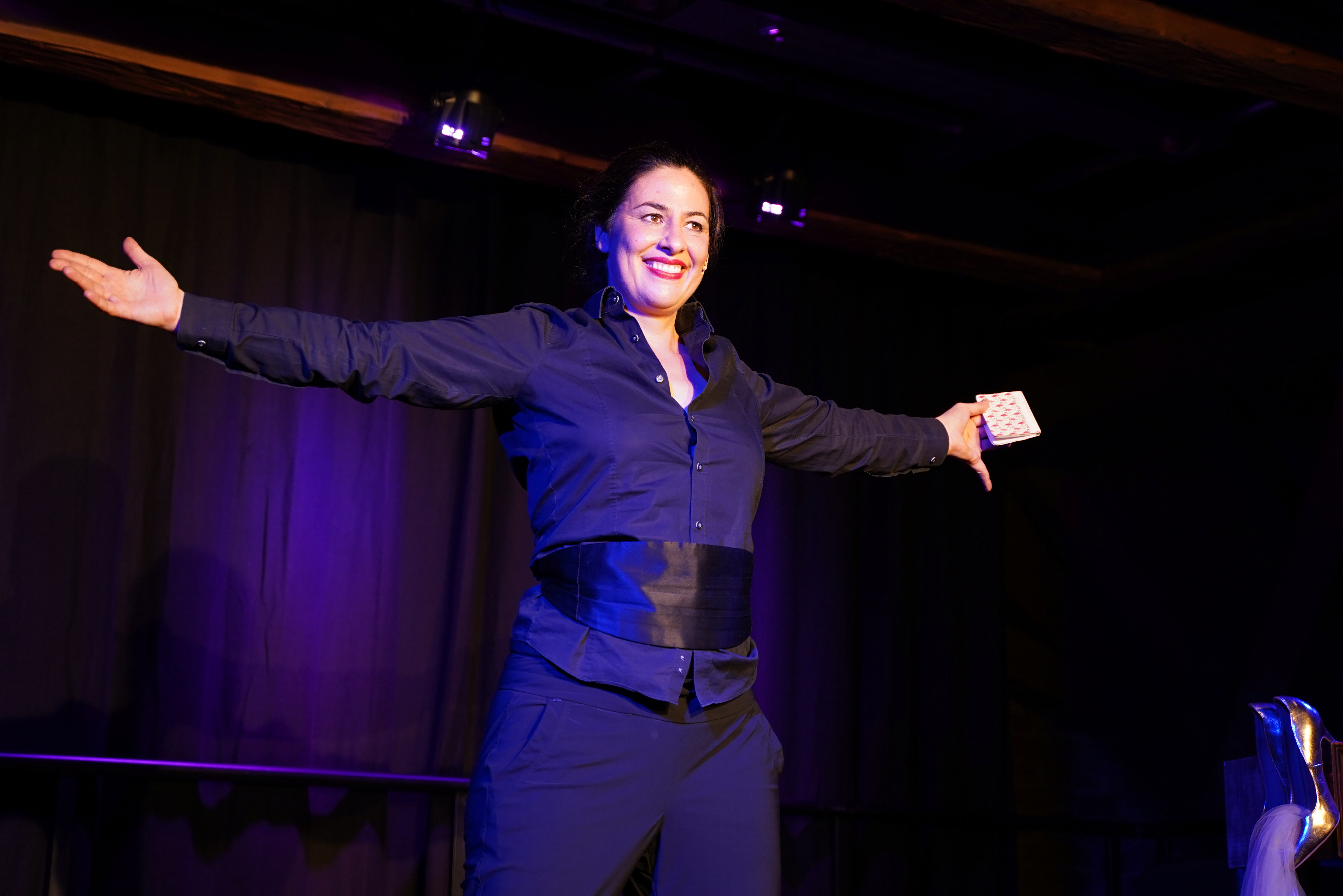
Eva Eiselt (2021)

Eva Eiselt (* 1975 in Euskirchen, Nordrhein-Westfalen) ist eine deutsche Schauspielerin und Kabarettistin.

## Leben
Nach dem Abitur studierte Eva Eiselt zunächst ab 1994 Germanistik und Pädagogik in Bonn. In dieser Zeit assistierte sie am Euro Theater Central Bonn und hospitierte am Schauspiel Bonn unter anderem bei Valentin Jeker. Von 1997 bis 2001 absolvierte sie an der Athanor Akademie in Burghausen eine Schauspielausbildung. Von 2001 bis 2004 war Eiselt Ensemblemitglied am Theater Baden-Baden.
Gemeinsam mit Christine Prayon bildete Eva Eiselt von 2005 bis 2008 das Duo Top Sigrid. Mit dem Bühnenprogramm Wir machen alles tourten sie im deutschsprachigen Raum. 2006 gewannen sie beim Kabarett-Nachwuchswettbewerb Stuttgarter Besen den Goldenen Besen sowie den Publikumspreis und wurden mit dem Kleinkunstpreis Baden-Württemberg bedacht.
Im Juni 2008 feierte Eva Eiselts erstes Soloprogramm Mit Apfel-Allergie im Paradies im Unterhaus Mainz Premiere. Im gleichen Jahr gründete sie die Kleinkunstbühne Kulturstall in Bad Münstereifel–Nöthen. Ihr zweites Soloprogramm Geradeaus im Kreisverkehr feierte 2010 im Kabarett im Hofgarten Premiere und das dritte Soloprogramm Neurosen und andere Blumen 2014 in Köln im Comedia Theater. Das vierte Soloprogramm Vielleicht wird alles vielleichter hatte im April 2017 ebenfalls im Comedia Theater Premiere. Im Rahmen der Leipziger Buchmesse 2018, moderierte Eva Eiselt die „Querulantinnen – Kabarett und Poesie“ und initiierte zusammen mit Daniela Mayer, der Herausgeberin des gleichnamigen Buchs mehrere Shows, in denen Künstlerinnen Texte aus dem Buch zum besten gaben. Im Senftöpfchen feierte Eva Eiselt im Februar 2020 Premiere mit ihrem fünften Soloprogramm: Wenn Schubladen denken könnten. Ausgelöst durch die Corona-Pandemie gründete sie im Juni 2020 den „Kulturstall open air“, eine Open-Air-Bühne, direkt hinter dem Kulturstall. Im September 2020 wurde Eva Eiselt mit der St. Ingberter Pfanne ausgezeichnet. Immer wieder zeigt Eva Eiselt mediale Präsenz, ob bei „Alfons und Gäste“ im SR oder „Ladies night“ im WDR. Auch im SWR und BR ist Eva Eiselt zu sehen und zu hören im Deutschlandfunk bei den Querköpfen oder im WDR Kabarettfestival. Der „WDR Satire Sommer“ wurde im August 2021, nur wenige Wochen nach der Flutkatastrophe, in Bad Münstereifel-Nöthen im „Kulturstall open air“ aufgezeichnet. Eva Eiselt führte zusammen mit Martin Zingsheim durch den Abend. Der „WDR Satire Sommer“ fand auch im Jahre 2020 im „Kulturstall open air“ statt, mit Eva Eiselt und Martin Zingsheim als Moderationsduo und zog im Jahre 2023 an den Waldrand von Nöthen im Rahmen eines großen „Waldrandfestivals“, wo Eiselt Das Beste – aus 18 Jahren Humorarbeit (Premiere 2022) spielte, begleitet von der Brassband Ambrassador. Im April 2023 wurde Eiselt mit dem „goldenen Stuttgarter Besen“ sowie dem deutschen Kabarettpreis Sonderpreis ausgezeichnet. Im Sommer 2024 zog dann der „WDR Satire Sommer“ nach Nettersheim ins Naturzentrum, wo Gäste wie Jochen Malmsheimer, La Signora und Sarah Hakenberg begrüßt wurden. Jetzt oder Sie, das sechste Soloprogramm von Eva Eiselt hatte im Oktober 2024 im Senftöpfchen Premiere.

## Auszeichnungen
- 2006: Goldener Stuttgarter Besen mit Top Sigrid
- 2006: Kleinkunstpreis Baden-Württemberg mit Top Sigrid
- 2012: Goldener Rottweiler
- 2020: St. Ingberter Pfanne, Jurypreis
- 2023: Goldener Stuttgarter Besen
- 2023: Deutscher Kabarettpreis, Sonderpreis[7]